# Julian Garth
Julian Garth (* 9. Dezember 2001) ist ein deutscher Ruderer.

## Karriere
Der aus Dortmund stammende Julian Garth begann beim Ruderclub Hansa von 1898 in Dortmund mit dem Rudersport, wechselte aber später zum Crefelder Ruder Club. Im Jahr 2022 studiert er an der Ruhr-Universität Bochum.
Der 2,04 m große Julian Garth erhielt seine erste internationale Medaille 2019 bei den Junioren-Weltmeisterschaften in Tokio, wo er mit dem Achter als Erster ins Ziel kam. 2020 gewann er mit dem Achter den Titel bei den U23-Europameisterschaften 2020. 2021 erreichte er mit dem deutschen Achter den dritten Platz bei den U23-Weltmeisterschaften. 2022 rückte Julian Garth in den Deutschland-Achter. Die neu zusammengestellte Crew siegte in ihrer ersten großen Regatta beim Ruder-Weltcup in Posen.